# Carlisle (Pennsylvanie)
Pour les articles homonymes, voir Carlisle (homonymie).
Le borough de Carlisle est le siège du comté de Cumberland, situé en Pennsylvanie, aux États-Unis. Selon le recensement de 2010, sa population est de 18 682 habitants.
Le United States Army War College est installé dans cette ville.

## Histoire
Durant la  guerre de Sept Ans la route du général John Forbes  pour conquérir le Fort Duquesne en 1758 passa par Carlisle.

## Personnalités liées
né(e)s à Carlisle
- Charles J. Albright, homme politique ;
- Ashley Bouder, danseuse américaine du XXIe siècle ;
- Jay Zeamer, récipiendaire de la Medal of Honor.

## Source
- (en) Cet article est partiellement ou en totalité issu de l’article de Wikipédia en anglais intitulé « Carlisle, Pennsylvania » (voir la liste des auteurs).